# Sarah Leonard
Sarah Leonard, född 21 mars 1862, död 5 juni 1951, var en brittisk bågskytt. Hon deltog vid olympiska sommarspelen 1908.